# Cornucopiae
Cornucopiae is een geslacht uit de grassenfamilie (Poaceae). De soorten komen voor in Europa en Azië.

## Soorten
Van het geslacht zijn de volgende soorten bekend: 
- Cornucopiae alopecuroides
- Cornucopiae altissima
- Cornucopiae altissimum
- Cornucopiae cucullatum
- Cornucopiae hyemale
- Cornucopiae involucratum
- Cornucopiae perennans